# Elizabeth Cosgriff-Hernandez
Pour les articles homonymes, voir Hernandez.
Elizabeth Cosgriff-Hernandez est une ingénieure biomédicale américaine, professeure à l' Université du Texas à Austin. Son travail comprend le développement de nouveaux échafaudages pour la réparation et la régénération des tissus. Elle développe notamment des greffes osseuses injectables, des pansements pour plaies chroniques et des ligaments issus de l'ingénierie tissulaire. Cosgriff-Hernandez est membre de l'American Institute for Medical and Biological Engineering (en) et rédactrice en chef adjointe du Journal of Materials Chemistry B (en).

## Formation
Cosgriff-Hernandez était une étudiante de premier cycle à l'Université Case Western Reserve, avec une spécialisation en génie biomédical. Elle s'est concentrée sur la science macromoléculaire et l'ingénierie pour ses études supérieures, où elle a travaillé sous la supervision d'Anne Hiltner (en). Cosgriff-Hernandez a été nommée boursière postdoctorale UT-TORCH à l'Université Rice, où elle s'est concentrée sur l'ingénierie tissulaire orthopédique.

## Recherche et carrière
En 2007, Cosgriff-Hernandez a déménagé à l'Université A&M du Texas en tant que professeure adjointe. Elle a déménagé à l'Université du Texas à Austin en tant que professeure LB (Preach) Meaders en ingénierie. Cosgriff-Hernandez synthétise des biomatériaux hybrides pour les échafaudages tissulaires. Elle aborde cela de plusieurs manières, y compris les mousses injectables, les encres en émulsion imprimées en 3D et l' électrofilage par mélange en ligne.
Parallèlement à ses recherches sur les nouveaux matériaux, Cosgriff-Hernandez est impliquée dans des initiatives visant à promouvoir l'équité et la diversité au sein des sciences. Elle s'est associée à Kelly Stevens, Karmella Haynes et Lola Eniola-Adefeso pour enquêter sur les disparités dans le financement des National Institutes of Health pour les chercheurs noirs.

## Récompenses et honneurs
- Prix d'excellence du doyen du génie 2016 [3]
- Membre élue 2019 de l'American Institute for Medical and Biological Engineering (en)(AIMBE) [4]

## Publications (sélection)
- (en) Janet R Xavier, Teena Thakur, Prachi Desai, Manish K Jaiswal, Nick Sears, Elizabeth Cosgriff-Hernandez, Roland Kaunas et Akhilesh K Gaharwar, « Bioactive nanoengineered hydrogels for bone tissue engineering: a growth-factor-free approach », ACS Nano, ACS, vol. 9, no 3,‎ 25 février 2015, p. 3109-3118 (ISSN 1936-0851 et 1936-086X, PMID 25674809, DOI 10.1021/NN507488S).
- (en) Elizabeth M Christenson, Kristi S Anseth, Jeroen van den Beucken, Casey K Chan, Batur Ercan, John A Jansen, Cato T Laurencin, Wan-Ju Li, Ramalingam Murugan, Lakshmi S Nair, Seeram Ramakrishna, Rocky S Tuan, Thomas J Webster et Antonios G Mikos, « Nanobiomaterial applications in orthopedics », Journal of Orthopaedic Research, Wiley, vol. 25, no 1,‎ 1er janvier 2007, p. 11-22 (ISSN 0736-0266 et 1554-527X, OCLC 09069401, PMID 17048259, DOI 10.1002/JOR.20305).
- (en) Roya M. Nezarati, Michelle B. Eifert et Elizabeth Cosgriff-Hernandez, « Effects of humidity and solution viscosity on electrospun fiber morphology », Tissue Engineering. Part C. Methods, Mary Ann Liebert, Inc. (d), vol. 19, no 10,‎ 10 avril 2013, p. 810-819 (ISSN 1937-3384 et 1937-3392, PMID 23469941, PMCID 3751372, DOI 10.1089/TEN.TEC.2012.0671, lire en ligne).